# Jajarkot (huyện)
Jajarkot (tiếng Nepal:जाजरकोट) là một huyện thuộc khu Bheri, vùng Trung Tây Nepal, Nepal. Huyện này có diện tích 2230 km², dân số thời điểm năm 2001 là 134868 người.

## Dân số
Biến động dân số giai đoạn 1952-2001:
| Năm    | 1971  | 1981  | 1991   | 2001   |
| ------ | ----- | ----- | ------ | ------ |
| Dân số | 86564 | 99312 | 113958 | 134868 |